# Флаг Ратты
Флаг муниципального образования село Ратта Красноселькупского района Ямало-Ненецкого автономного округа Российской Федерации — опознавательно-правовой знак, служащий официальным символом муниципального образования.
Флаг утверждён 21 мая 2009 года и внесён в Государственный геральдический регистр Российской Федерации с присвоением регистрационного номера 4954.

## Описание флага
Прямоугольное белое полотнище с отношением ширины к длине 2:3, вдоль верхнего края которого, зелёная полоса шириной в 1/5 ширины полотнища с орнаментально вырезанным краем (в виде вершин елей), а вдоль нижнего края — голубая полоса той же ширины с изображением двух плывущих друг к другу жёлтых рыб. Посередине полотнища воспроизведено чёрное изображение соболя.

## Символика флага
Главное место на флаге занимает соболь, символизируя основной род занятий коренного населения селькупов и других малых народов Севера — охотничий промысел. С древних времён эти края называли златокипящей Мангазеей, славившейся «мягкой рухлядью» (древнее название пушнины). Главное богатство этих мест — соболиный мех. Соболь — олицетворение богатой живой природы (фауны), многих зверей и птиц, водящихся в лесах, окружающих село.
Зелёная полоса с краем, орнамент которого напоминает верхушки елей — символ этих лесов. Символика ели многозначна. Ель — символ вечности, красоты, сказочности, праздника, здоровья.
На голубой нижней полосе изображены две жёлтые рыбы, которые символически отражают богатство рыбных запасов края. Таймень, муксун и другие породы рыб, в изобилии водящиеся в местных реках, аллегорически олицетворяют Верхне-Тазовский заповедник, территория которого находится недалеко от села.
Белый цвет (серебро) — символ чистоты, ясности, открытости, божественной мудрости, примирения.
Зелёный цвет символизирует весну, здоровье, природу, надежду.
Голубая полоса — символ реки Таз, на берегу которой вырос посёлок, а также символ возвышенных устремлений, искренности, преданности, возрождения.
Жёлтый цвет (золото) — символ высшей ценности, величия, великодушия, богатства, урожая.